# مونتالينغي
مونتالينغي هي بلدية في مدينة تورينو الحضرية، في منطقة بيمنتة الإيطالية، وتقع على بعد حوالي 30 كيلومتر شمال شرق مدينةتورينو .